# Jean Ernouf
Pour les articles homonymes, voir Ernouf.
Jean Auguste Ernouf, né le 29 août 1753 à Alençon et mort le 12 septembre 1827 à Forest-Montiers (Somme), est un général français de la Révolution et de l’Empire.

## Biographie
Ernouf reçoit une éducation distinguée et embrasse avec ardeur la carrière des armes. Il s’engage comme simple soldat dans l’armée révolutionnaire au début de la Révolution française qui, ayant aboli les privilèges, lui permet de monter très rapidement en grade. 
Affecté en qualité de lieutenant d’infanterie au 1er bataillon de volontaires de l’Orne le 24 septembre 1791, capitaine le 22 mars 1792 et aide-de-camp du général Barthel à l'armée du Nord le 5 mai 1793, il obtient le 30 juillet suivant le grade d'adjudant-général chef de bataillon, après les affaires de Rosbruge et d'Oost-Cappel, dans la Flandre maritime.
Passé colonel, il est nommé par les représentants du peuple commandant du camp de Cassel le 16 septembre de la même année. Pendant qu'il est occupé à fortifier ce poste important, le duc Frederick d'York met le siège devant Dunkerque et bloque la ville de Bergues alors dépourvue de garnison. Ernouf parvient à jeter un millier d'hommes dans la place, rejoint Houchard, qui marche au secours de Dunkerque, instruit ce général de la force et de la direction de l'ennemi, puis, se mettant à la tête d'une colonne, il fait lever le camp britannique qui cerne Bergues. Le pouvoir exécutif, appréciant la part qu'Ernouf a prise au succès, l'élève le 16 septembre 1793 au grade de général de brigade, et le nomme le 30 du même mois chef d'état-major de l'armée du Nord.
C'est encore par ses conseils que le général en chef Jourdan, ayant trouvé le prince de Cobourg par derrière le bois de Wattignies, le contraint à repasser la Sambre et à lever le siège de Maubeuge : ce service important lui vaut sa promotion au grade de général de division le 23 frimaire an II (12 novembre 1793) pour ses faits d’armes à la bataille d’Hondschoote. Mais Jourdan, demeuré dans l'inactivité par suite du mauvais état des chemins, est rappelé par le Comité de salut public, et Ernouf partage la disgrâce de son général. Il est suspendu pour motif d’incivisme en 1793, mais réintégré l’année suivante avec la fin de la Terreur. Il est nommé chef d’état-major de l’armée de la Moselle puis de l’armée de Sambre-et-Meuse, par ordre des représentants Gillet et Guyton, du 16 messidor an II (4 juillet 1794).
L'envahissement de Charleroi, le passage de la Sambre, et la victoire de la bataille de Fleurus, sont dus en partie au général Ernouf. Dans ces différentes circonstances, il seconde parfaitement le général en chef Jourdan, et pendant la retraite de l'armée de Sambre-et-Meuse il sauve le parc d'artillerie qui a pris une fausse direction. Nommé le 26 fructidor an V (12 septembre 1797) directeur du Dépôt de la Guerre, auquel on réunit le cabinet topographique et historique, presque alors attaché au Directoire, il fait à la même époque partie du comité militaire chargé de tracer la nouvelle ligne de défense des frontières du Rhin à la Meuse. Il quitte la direction du dépôt le 22 vendémiaire an VII (12 octobre 1798) pour aller occuper les fonctions de chef d'état-major à l'armée du Danube, qu'il commande au départ du général en chef et dont il dirige la retraite vers la Kinzig, où il prend position jusqu'à l'arrivée de Masséna. Alors envoyé à l'armée des Alpes pour opérer son incorporation dans l'armée d'Italie, il devient inspecteur des troupes d'infanterie dans cette contrée, est en la même qualité employé dans l'Ouest au commencement de l'an VIII, puis, après le traité de Lunéville, il va au même titre à Turin, à Gênes, à Milan et à Naples, et revient à Paris le 17 ventôse an XI (8 mars 1803). Le premier Consul le nomme vers cette époque capitaine général de la Guadeloupe et de ses dépendances.
En 1802, le rétablissement de l'esclavage par Bonaparte a donné lieu à une révolte pour la liberté menée par le chef militaire métis Louis Delgrès. Se voyant battu par l'expédition militaire du général Antoine Richepanse, Delgrès s'était donné la mort avec ses 300 hommes, sur le lieu de l'affrontement, clamant la devise de la Révolution française, « Vivre libre ou mourir ». 
Le capitaine général Ernouf, à son arrivée, fait poursuivre les insurgés en fuite qui n'ont pas accepté de retourner dans les plantations et d'être ainsi amnistiés. Dans un premier temps, il les fait fusiller et pendre puis, souhaitant « des exemples frappants qui puissent épouvanter ceux qui tenteraient de les imiter », il décide qu'ils seraient brûlés vifs devant les esclaves. Il rétablit rapidement l'ordre esclavagiste. Chevalier de la Légion d'honneur le 5 février 1804, il est élevé au grade de grand officier de l'Ordre le 25 prairial (14 juin) suivant. 
Quelque temps après il se rend maître de l'île suédoise de Saint-Barthélemy, où les rebelles de Saint-Domingue font commerce et de nombreux corsaires sortent des ports de la colonie. La totalité des navires pris sur l'ennemi s'élève à 734, et le produit de leur vente à 80 millions. Il combat lors de l'expédition de Saint-Domingue avec le général Charles Victoire Emmanuel Leclerc pour écraser la Révolution haïtienne. La prise de la Martinique est un signal de mort pour la Guadeloupe ; bloquée de tous côtés par les forces maritimes des Britanniques, elle voit tomber successivement en leur pouvoir les petites îles de sa dépendance et se trouve bientôt privée de moyens de subsistance. La majeure partie des troupes a péri et les habitants désespérés parlent chaque jour de se rendre ; dans ces circonstances 11 000 hommes de troupes britanniques, commandés par le général George Beckwith, opèrent une descente sur les côtes de la Capesterre, et attaquent le général Ernouf par trois côtés à la fois ; celui-ci bat l'ennemi sur deux points, mais ayant perdu la moitié de son monde, il est contraint de signer le 6 février 1810 une capitulation par suite de laquelle lui et ses compagnons sont conduits en Grande-Bretagne.
Son épouse Louise-Sophie Poitrineau décède en juillet 1810. Elle est inhumée dans le cimetière du Père Lachaise.
Atteint d'une maladie déclarée mortelle, il obtient l'autorisation de rentrer en France, après un échange de prisonniers entre Britanniques et Français, débarque le 27 avril 1811 à Morlaix, et obtient son échange quelques mois après. Napoléon Ier, irrité de la perte de la Guadeloupe, rend le 18 juillet 1811 un décret prononçant la mise en accusation du général Ernouf comme accusé d'abus de pouvoir, de concussion et de trahison. Le résultat de la commission d'enquête présidée par le maréchal Moncey est envoyé au comte Regnaud de Saint-Jean d'Angély, procureur général de la Haute Cour impériale qui, aux termes de la constitution, a le droit exclusif de juger les capitaines généraux ; mais les conclusions du procureur général sont que la Haute Cour n'est pas suffisamment organisée pour entamer une procédure. On renvoie donc l'affaire devant la Cour de cassation pour assigner une juridiction au général, et le ministère public conclut à son renvoi devant le tribunal de première instance. Cette nouvelle procédure n'a aucune suite, et cette affaire, qui retient vingt-trois mois le général Ernouf en captivité, a pour premier résultat son exil à cinquante lieues de la capitale sans pouvoir obtenir qu'un conseil de guerre se prononce sur son sort.
À la Restauration, Louis XVIII, à son retour en France, rend une ordonnance où il est dit qu'en considération des difficultés immenses qu'on éprouve à recueillir les témoignages, et en raison surtout des services rendus par le général Ernouf à sa patrie, la procédure dirigée contre lui serait annulée. Louis XVIII suspend la procédure à son encontre et obtient son ralliement aux Bourbons.
Créé chevalier de Saint-Louis le 20 août de la même année, et nommé inspecteur général d'infanterie le 3 janvier 1815, il se rend en cette qualité à Marseille. En mars 1815, il reçoit un commandement dans le 1er corps d’armée du duc d'Angoulême.  
Il se trouve à Marseille lors du débarquement de Napoléon à Cannes. Une défection d'une partie de ses troupes et la nouvelle de la capitulation du duc d'Angoulême à La Palud  l'obligent, le 11 avril, à les licencier. Il revient alors à Marseille, où les dispositions prises par le maréchal Masséna en faveur de la cause impériale le déterminent à se rendre à Paris. Destitué par un décret impérial du 15 avril 1815, il est révoqué pendant les Cent-Jours pour avoir tenté de s’opposer au retour au pouvoir de Napoléon. Il voit mettre le séquestre sur son hôtel à Paris et les scellés sur ses papiers ; mais au retour des Bourbons, une ordonnance le rétablit dans ses droits et dans ses propriétés. 
Louis XVIII lui accorde le 3 mai 1816 le titre de baron avec la croix de commandeur de l'ordre de Saint-Louis, et lui confère le 11 novembre de la même année le commandement de la 3e division militaire (Metz), dont le territoire est presque entièrement occupé par les troupes alliées, et où il sait par ses efforts entretenir la bonne harmonie entre les habitants et les soldats étrangers.
Vers la même époque, il accompagne le duc d'Angoulême lors de la reprise de Thionville par les troupes françaises. Il est envoyé à la Chambre des députés par le département de l'Orne en 1815. Élu par le département de la Moselle en 1816, il obtient en 1818, l'autorisation de venir siéger à la Chambre des députés, et quitte le commandement de la 3e division lors de son admission à la retraite le 22 juillet 1818. Il meurt en son château de Forest-Montiers dans la Somme le 12 septembre 1827.
Une caserne d'Alençon, sa ville natale, porte son nom.
Les papiers personnels du Général Jean Ernouf sont conservés aux Archives nationales sous la cote 185AP.

## Distinctions
- Commandeur de l'Ordre royal et militaire de Saint-Louis
- Grand officier de la Légion d'honneur